# Rafał Juszczak
Rafał Marcin Juszczak (ur. 7 września 1969) – polski bankier, w latach 2007–2008 prezes zarządu PKO BP.

## Życiorys
W latach 1994–1996 pracował jako makler na Giełdzie Towarowej, w Arbor Sp. z o.o. i w Atlanta Poland S.A.
W 1996 rozpoczął pracę w sektorze bankowym. Do 1998 pracował w warszawskim oddziale Société Générale, a od 1998 do 2005 pełnił stanowiska kierownicze w Banku Handlowym w Warszawie, w tym brał udział w projekcie połączenia banku z Citibank (Poland) w 2001.
W 2005 rozpoczął pracę w PKO BP. Od 2006 członek zarządu banku, w 2007 wskazany przez radę nadzorczą do pełnienia obowiązków prezesa zarządu, a następnie w latach 2007–2008 prezes jego zarządu. W 2008 przegrał konkurs na prezesa z Jerzym Pruskim.
W latach 2008–2010 prezes zarządu ukraińskiego First Ukrainian International Bank należącego do Rinata Achmetowa.
Od 2010 pełnił funkcje kierownicze w zarządach i radach nadzorczych spółek w Polsce, w grupach kapitałowych należących do Ryszarda Krauzego, a potem Leszka Czarneckiego, m.in. Prokom Investments, Petrolinvest, Getin Holding, Get Bank, Getin Noble Bank, Idea Bank.
W latach 2015–2022 związany z rosyjską grupą kapitałową Alfa-Bank, początkowo jako prezes filii banku na Białorusi, a następnie w Ukrainie.